# Dioula
Dioula (auch Dyula oder Jula) (Code: dyu nach ISO 639) bezeichnet eine westafrikanische Mande-Sprache und wird zugleich als Kategorisierung von Gesellschaftsgruppen im Norden der Elfenbeinküste und in Burkina Faso verwendet.
Als Schriften werden verwendet:
- das lateinische Alphabet, erweitert durch die Buchstaben Ɛ/ɛ, Ɲ/ɲ, Ŋ/ŋ, Ɔ/ɔ – siehe auch Afrika-Alphabet,
- die N’Ko-Schrift.

Dioula ist keine Volksbezeichnung. Mit diesem Wort wurden früher muslimische Händler von im selben Gebiet lebenden nicht-muslimischen und Ackerbau treibenden Senufo unterschieden. In einer Reihe von Mandenkan-Sprachen bedeutet Dioula „Händler“. Es ist eine Fremdbezeichnung für Mandenkan-Varianten sprechende Händler wie die Bambara oder Malinke und für deren Sprache.
Der Begriff wandelte sich ab der französischen Kolonialzeit und wurde nun im Gegensatz zu den Volksgruppen im Süden der Elfenbeinküste auf Muslime im Norden allgemein erweitert. Dieser Nord-Süd-Gegensatz ließ im Süden ein Feindbild entstehen, mit dem Dioula in einer weiteren begrifflichen Wandlung ein Synonym für „Ausländer“ wurde.
Eine vereinfachte Variante des aus Mali kommenden Bambara gemischt mit Einflüssen des Malinke und Maninka entwickelte sich zu einer weitverbreiteten Verkehrssprache, die ebenfalls Dioula genannt wird. Die Mandenkan-Muttersprachen-Sprecher der Elfenbeinküste verwenden für diese vereinfachte Form abfällig den Ausdruck ‚Tagbusik-kan‘, während sie für ihre Sprachformen in der Regel ganz andere Bezeichnungen wählen, wie z. B. Konyakakan, Odiennekakan oder Maukakan. Der Zuzug von Millionen von Bewohnern der Sahelzone zur Wanderarbeit an die Elfenbeinküste förderte durch die daraus entstehende Notwendigkeit einer großflächigen Verkehrssprache die Verbreitung des Dioula. Viele Burkinaben lernten Dioula während ihrer Wanderarbeit und verbreiteten sie nach ihrer Rückkehr nach Burkina Faso in ihrem Heimatland weiter. Das Verkehrssprachen-Dioula wird an der Elfenbeinküste heute von 61 % der Bevölkerung in unterschiedlichem Ausmaß gesprochen und ist damit mit weitem Abstand die populärste Sprache. Auch in Burkina Faso verstehen etwa 35 % der Einwohner Dioula (meist im Westen und Süden des Landes).